# کوه تیوگا
کوه تیوگا (به انگلیسی: Tioga Peak) یک منطقهٔ مسکونی در ایالات متحده آمریکا است که در کالیفرنیا واقع شده‌است. کوه تیوگا ۳٬۵۱۳٫۱۷ متر بالاتر از سطح دریا واقع شده‌است.